# Нувьон-э-Катийон
Нувьо́н-э-Катийо́н (фр. Nouvion-et-Catillon) — коммуна во Франции, находится в регионе Пикардия. Департамент коммуны — Эна. Входит в состав кантона Марль. Округ коммуны — Лан.
Код INSEE коммуны — 02559.

## Население
Население коммуны на 2010 год составляло 535 человек.
| 1962 | 1968 | 1975 | 1982 | 1990 | 1999 | 2010 |
| ---- | ---- | ---- | ---- | ---- | ---- | ---- |
| 585  | 515  | 501  | 506  | 547  | 500  | 535  |

## Экономика
В 2010 году среди 342 человек трудоспособного возраста (15—64 лет) 250 были экономически активными, 92 — неактивными (показатель активности — 73,1 %, в 1999 году было 64,3 %). Из 250 активных жителей работали 206 человек (115 мужчин и 91 женщина), безработных были 44 (21 мужчина и 23 женщины). Среди 92 неактивных 21 человек были учениками или студентами, 33 — пенсионерами, 38 были неактивными по другим причинам.